# Broederschapsfederatie
De Broederschapsfederatie was een idealistische federatie die de broederschap onder mensen wilden bevorderen. 
De beginselverklaring van de federatie luidde: Alle menschen als broeders te beschouwen en er naar te streven ons denken, voelen en handelen daarmede in overeenstemming te brengen. Vanuit het gevoel dat mensen van verschillende geestelijke stromingen elkaar slecht kenden werd het onderlinge begrip gezocht. In het verlangen naar een betere wereld vond een divers gezelschap van leden elkaar. Tot de leden behoorden coöperatief ingestelde en levensbeschouwelijke bewegingen van theosofen, spiritisten, esperantisten, geheelonthouders, vegetariërs en Rein Levenden. Liefde en Verdraagzaamheid vormden de basis voor de samenwerking. De federatie was niet maatschappelijk of politiek actief.
De Broederschapsfederatie werd op Hemelsvaartsdag 1918 opgericht in Den Haag. Tot de oprichters behoorde Margaretha Meijboom. Maandelijks verscheen het blad Door inzicht tot daad. Het secretariaat zorgde voor de verbinding tussen de aangesloten leden. Het aantal aangesloten organisaties steeg van 26 groepen in 1919 tot 56 in 1934. De federatie had lokale afdelingen. 

## Lijst van aangesloten organisaties die in de loop der jaren lid werden
- Vereeniging tot Instandhouding van de Internationale School voor Wijsbegeerte in Amersfoort
- Coöperatieve Huishoudvereeniging "Westerbro", opgericht door Margaretha Meijboom
- Onafhankelijke Orde van Vrije Broeders (IOOF)
- Nederlandsche Kinderbond, opgericht in 1891
- Theosofische Vereniging, opgericht in 1897
- Genezersgroep, opgericht in 1912
- Nederlandse Bond van Vrijmetselaren
- Vredeskring van Nederland, opgericht in 1917
- Algemeene Nederlandsche Vrouwen Vredebond, opgericht in 1914
- Internationale Orde van Goede Tempeliers, opgericht in 1851
- Nederlandsche Vereeniging van Spiritisten "Harmonia”, opgericht in 1881
- Internationale Vrouwenbond voor Vrede en Vrijheid
- Samenwerkende Handelsbedienden (Saha)
- Soefi Beweging, gevestigd in Den Haag
- Marie Jungiusfonds, ter nagedachtenis aan Marie Jungius
- Comité van actie tegen de bestaande opvattingen omtrent misdaad en straf, opgericht in 1919
- Vrijzinnig Christelijke Jongeren Bond (VCJB) - afdeling Naarden-Bussum
- Esperanto-Vereeniging
- Van der Huchtschool, humanitaire school in Soest
- Nederlandsche Associatie voor de Theosofische Werelduniversiteit, opgericht in 1926
- Nederlandsche Vereeniging voor Natuurgeneeswijze, opgericht in 1929
- Nederlandse Bond van Abstinent Studerenden (NBAS), opgericht in 1919
- Bond tot Hervorming van den Grondeigendom
- Nederlandsche Anti-Tabak Bond (NATB)
- De Nederlandse Vegetariërsbond
- Vereniging voor Wettelijke Dierenbescherming, opgericht in 1928
- Een Oost-West Beweging
- Internationale Inlichtingsbureau voor "Waarheidzoekers" "Amor est Iustitia"
- Instituut Coué
- College tot verbreiding der Spiritistise beginselen
- Karma en Reïncarnatielegioen, te Huizen
- Orde van Geneesgroepen
- Spiritisten Vereniging "Harmonia" in Den Haag
- Vredeskring van Nederland
- Vrije Katholieke Gemeente, afdeling Haarlem
- Remonstrantse Broederschap
- Nederlandse Vereniging tot Afschaffing van Alcoholhoudende Dranken, afdeling Bussum
- Nederlandse Protestantenbond, afdeling Bussum
- Volksbond tegen Drankmisbruik, afdeling Bussum
- Ned. Genootschap tot Zedelijke Verbetering van Gevangenen, afdeling Bussum
- Montessorie Vereeniging, afdeling Bussum
- Kerk en Vrede, afdeling Bussum
- Mazdaznan Beweging
- Ned. Vereniging voor Natuurgeneeswijze
- Vereeniging Kinderhulp
- Vredes Studie Bureau
- Kinderhuis Zonnehoek in Laren
- Fine gi venkos, neutrale Haagse Esperantovereniging[1]
- Vrije-Lichaams Kultuurbeweging (Naturisme)
- Vereeniging voor Psychisch Onderzoek en toegepast magnetisme
- Stichting Anti-Vivisectiebond
- Zuster-Vereniging "Waarheid en Liefde"
- Psychologische Studiekring in het Gooi
- Nederlands Buddhistische Vriendenkring, opgericht in 1949[2]

## Uitgegeven werken
- In herinnering aan Margaretha Meyboom. Door haar vrienden, samengesteld door Cl. Bienfait (± 1928)
- Europa's geestelijke bijdrage tot wereld-integratie (1955)